# Christian Raus
Christian Raus (* 31. Juli 1976) ist ein kroatischer Basketballtrainer und ehemaliger -spieler.

## Laufbahn

### Spieler
Als Spieler war der aus Kroatien stammende Raus, ein 1,96 Meter großer Aufbau- und Flügelspieler, Mitglied der Mannschaft von KK Olimpija Osijek, ehe er 1996 zum deutschen Bundesligisten BG Ludwigsburg wechselte. Nach dem Abstieg aus der Basketball-Bundesliga blieb Raus den Ludwigsburgern in der 2. Basketball-Bundesliga treu und spielte bis zum Ende der Saison 1997/98 für die Mannschaft. Von 1998 bis 2000 spielte er dann für den Oldenburger TB in der zweiten Liga und stieg mit den Niedersachsen 2000 in die Bundesliga auf. Er wechselte nach diesem Erfolg zu Eintracht Frankfurt (2. Bundesliga). Im Laufe des Spieljahres 2001/02 wechselte er innerhalb der Liga aus Frankfurt nach Ludwigsburg zurück und stieg mit der von Trainer Peter Schomers betreuten Mannschaft in die Bundesliga auf. In der Saison 2002/03 war er Spieler der SpVgg Möhringen. 2005 beendete er seine Spielerlaufbahn wegen einer Rückenverletzung.

### Trainer
Als Trainer arbeitete er von 2007 bis 2010 beim ESV Rot-Weiß Stuttgart sowie von 2010 bis 2014 an der Ludwigsburger Basketballakademie. In der Saison 2014/15 war Raus für den TV Zuffenhausen tätig, im Mai 2015 wechselte er zum österreichischen Zweitligisten BBU Salzburg, übernahm dort das Cheftraineramt und engagierte sich auch im Jugendbereich. Im August 2015 erwarb er den A-Trainerschein des Deutschen Basketball Bunds. Im Spieljahr 2016/17 war er für den ASC Theresianum Mainz tätig und betreute zusammen mit Anish Sharda die dortige Mannschaft in der Jugend-Basketball-Bundesliga und war Co-Trainer der Mainzer Herrenmannschaft in der Regionalliga.
Zur Saison 2017/18 nahm Raus das Traineramt beim Frauen-Zweitligisten Wolfpack Wolfenbüttel an, bereits im Oktober 2017 kam es zur Trennung. In der Sommerpause 2018 wechselte Raus in den Nachwuchsbereich des Bundesligisten Basketball Löwen Braunschweig, übernahm dort das Traineramt bei der U19-Mannschaft in der NBBL sowie bei der Regionalliga-Herrenmannschaft der SG FT/MTV Braunschweig, dem Kooperationspartner der Löwen. Für die SG-Herren war er bis 2019 tätig, anschließend weiterhin für die U19 der Löwen. Des Weiteren wurde er als Co-Trainer des Regionalligisten MTV/BG Herzöge Wolfenbüttel und als Jugendtrainer in Wolfenbüttel tätig. 2023 trat er bei der Wolfenbütteler Regionalliga-Mannschaft das Amt des Cheftrainers an, im Sommer 2024 kam es zwischen dem Verein und Raus zur Trennung.